# ГЕС Ackersand I, II
ГЕС Ackersand I, II — гідроелектростанція у південно-західній частині Швейцарії. Споруджена у сточищі річки Фіспа (ліва притока Рони), яка дренує північний схил Пеннінських Альп.
Першу станцію Ackersand  збудували ще у 1909 році для використання води з правого витоку Фіспи річки Saaservispa. У селищі Saas Balen на ній спорудили невелику греблю, що допомагає спрямовувати воду у тунель довжиною 9,6 км, який веде до машинного залу. Останній розташований дещо нижче від злиття Saaservispa з лівим витоком Фіспи Mattervispa, на північній околиці селища Stalden. Він обладнаний чотирма турбінами типу Пелтон загальною потужністю 25 МВт, які при напорі у 757 метрів виробляють 100 млн кВт·год на рік.
У кінці 1950-х спорудили станцію Ackersand II, машинний зал якої знаходиться на тому ж майданчику, що й у першої черги, а водозабір в долині згаданої вище Mattervispa. Там спорудили невеликий резервуар з об'ємом 210 тис. м3, від якого починається дериваційний тунель довжиною 12,5 км. З 2003 року до тунелю також подається ресурс, відібраний зі струмка Jungbach (ліва притока Mattervispa). Зал Ackersand II обладнаний чотирма турбінами типу Пелтон загальною потужністю 63 МВт, які при напорі у 529 метрів виробляють 223 млн кВт·год на рік.
Можливо також відзначити, що поряд зі станцією Ackersand розташований машинний зал ГЕС Stalden, яка працює на ресурсі верхньої течії Saaservispa.